# Rubus fragarioides
Rubus fragarioides är en rosväxtart som beskrevs av Antonio Bertoloni. Rubus fragarioides ingår i släktet rubusar, och familjen rosväxter.

## Underarter
Arten delas in i följande underarter:
- R. f. adenophorus
- R. f. pubescens